# Clathria acanthostyli
Clathria acanthostyli är en svampdjursart som först beskrevs av Kazuo Hoshino 1981.  Clathria acanthostyli ingår i släktet Clathria och familjen Microcionidae. Inga underarter finns listade i Catalogue of Life.